# نورپور، توبه تک سینگ
نورپور (به انگلیسی: Noor Pur) یک روستا در پاکستان است که در پنجاب واقع شده‌است.